# Copper (Oregon, Jackson megye)
Copper az Amerikai Egyesült Államok északnyugati részén, Oregon állam Jackson megyéjében, a Carberry-patak torkolata közelében elhelyezkedő kísértetváros. Nevét a rézbányászatról kapta.
A posta 1924 és 1932 között működött. Az Applegate-víztározó 1980-as kialakításakor területét elárasztották.

## Fordítás
- Ez a szócikk részben vagy egészben  a   Copper, Jackson County, Oregon című angol Wikipédia-szócikk ezen változatának fordításán alapul.  Az eredeti cikk szerkesztőit annak laptörténete sorolja fel. Ez a jelzés csupán a megfogalmazás eredetét és a szerzői jogokat jelzi, nem szolgál a cikkben szereplő információk forrásmegjelöléseként.